# 朝鲜难民过残桥

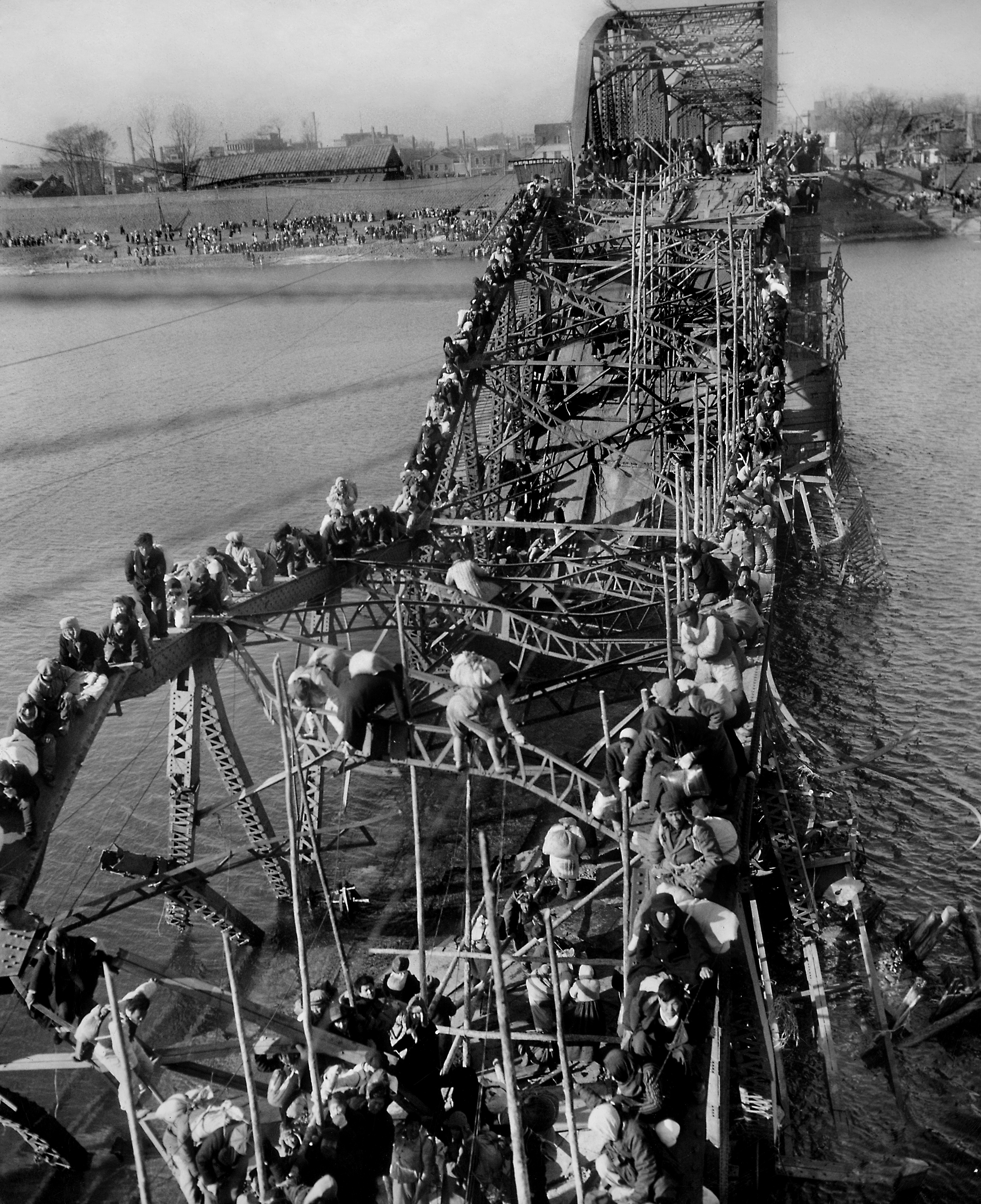
朝鲜难民过残桥

朝鲜难民过残桥是一张由美联社摄影师拍摄于1950年12月4日的照片，該攝影師凭此照片赢得普利策奖。照片中被毁坏的桥梁是大同桥。当时該攝影師正在朝鲜报道朝鲜战争新闻。
當時由於中國人民志願軍攻入北朝鮮，美军开始從北朝鮮南撤后，該攝影師和其他人一起驱车向南時。他们通过联合国军搭建的浮橋穿过了大同江。沿大同江南岸驱车时，他们看到朝鲜难民正在过江，在江面结冰处，难民步行，在江面无冰处，难民则划小船。继续向南，他们遇到了一座已经被毁的大同橋，上千名朝鲜人正试图爬过扭曲变形的大梁。該攝影師就把這一幕拍了下來。